# Chorba beida
La chorba beida ou chorba bayda (شربة بيضاء) ou chorba Bitta (شربة بيطا) à Alger, littéralement soupe blanche, est une soupe traditionnelle de la cuisine algérienne au poulet et aux vermicelles. Originaire d'Alger, elle est très appréciée durant le mois ramadan accompagné de khobz eddar.

## Étymologie
Chorba veut dire soupe, beida veut dire Blanche se référant à la couleur de la soupe.
Dans le dialecte algérois quelques lettres sont changer par d'autres, les sons (ظ ou ض) sont prononcés (ط) et le (ط) est prononcé (ت), ce qui donne le mot chorba Bitta le double t est un (ط).